# 單杯喉盤魚
單杯喉盤魚（學名：Haplocylix littoreus），為輻鰭魚綱喉盤魚目喉盤魚科的其中一種，該物種最初於1801年由約翰·雷因霍爾德·福斯特（Johann Reinhold Forster）描述為Cyclopterus littoreus。隨後，約翰·C·布里格斯（John C. Briggs）將其歸入單型屬Haplocylix，分布於西南太平洋的紐西蘭海域，為特有種，棲息深度0至12公尺，本魚體延長，前部平扁，後部側扁，體不被鱗，覆有粘液層，頭部側線發達，身體上側線不明顯，腹鰭喉位，與周圍的皮褶特化成一吸盤，體色橄欖綠、金色或黃色，有時頭部和身體有暗色條紋或白色或粉紅色斑塊，背鰭軟條5-6枚，臀鰭軟條8-9枚，體長可達15公分，屬底棲性魚類，棲息在水淺的、海草生長的岩石海岸，生活習性不明。